# Liste der Richter des Berliner Verfassungsgerichtshofes
Diese Liste gibt einen Überblick über alle ehemaligen sowie gegenwärtigen Mitglieder (Richter) des im Jahr 1992 gegründeten Verfassungsgerichtshofes des Landes Berlin.
| Name                     | Funktion                    | Amtszeit            | Berufstätigkeit                                               | Vorschlag              |
| ------------------------ | --------------------------- | ------------------- | ------------------------------------------------------------- | ---------------------- |
| Klaus Finkelnburg        | Präsident                   | 1992–2000           | Rechtsanwalt, Politiker (CDU)                                 | CDU                    |
| Ehrhart Körting          | Vizepräsident               | 1992–1997           | Jurist, Politiker (SPD)                                       | SPD                    |
| Veronika Arendt-Rojahn   | Richterin                   | 1992–2000           | Rechtsanwältin                                                | Grüne                  |
| Renate Citron-Piorkowski | Richterin                   | 1992–1997           | Verwaltungsrichterin                                          | SPD                    |
| Hans Dittrich            | Richter                     | 1992–1997           | Richter am Kammergericht                                      | CDU                    |
| Hans-Joachim Driehaus    | Richter                     | 1992–2000           | Richter am Bundesverwaltungsgericht                           | CDU                    |
| Klaus Eschen             | Richter                     | 1992–2000           | Rechtsanwalt, Notar                                           | SPD                    |
| Cornelia Hoene           | Richterin                   | 1992–1995           | Rechtsanwältin (während der Amtszeit verstorben)              | CDU                    |
| Philip Kunig             | Richter                     | 1992–2000           | Professor an der Freien Universität Berlin                    | FDP                    |
| Edeltraut Töpfer         | Richterin                   | 1995–1998           | Richterin am Kammergericht, Politikerin (CDU)                 | CDU                    |
| Ulrich Storost           | Vizepräsident               | 1997–2004           | Richter am Bundesverwaltungsgericht                           | SPD                    |
| Renate Möcke             | Richterin                   | 1997–2004           | Vorsitzende Richterin am Landgericht Berlin                   | SPD                    |
| Albrecht Randelzhofer    | Richter                     | 1997–2004           | Hochschullehrer an der Freien Universität Berlin              | CDU                    |
| Angelika Bellinger       | Richterin                   | 1998–2007           | Rechtsanwältin, Notarin                                       | CDU                    |
| Helge Sodan              | Präsident                   | 2000–2007           | Professor an der Freien Universität Berlin                    | CDU                    |
| Klaus-Martin Groth       | Richter                     | 2000–2007           | Rechtsanwalt, Staatssekretär                                  | Grüne                  |
| Andreas Knuth            | Richter                     | 2000–2007           | Vizepräsident des Verwaltungsgerichts Frankfurt (Oder)        | SPD                    |
| Dietrich Mahlo           | Richter                     | 2000–2007           | Rechtsanwalt, Politiker (CDU)                                 | CDU                    |
| Martina Zünkler          | Richterin                   | 2000–2007           | Rechtsanwältin                                                | PDS                    |
| Margret Diwell           | Vizepräsidentin Präsidentin | 2004–2007 2007–2012 | Rechtsanwältin                                                | SPD                    |
| Frank-Michael Libera     | Richter                     | 2004–2012           | Vorsitzender Richter am Kammergericht                         | FDP                    |
| Christina Stresemann     | Richterin                   | 2004–2012           | Richterin am Bundesgerichtshof                                | SPD                    |
| Michael Hund             | Vizepräsident               | 2007–2014           | Vizepräsident des Bundesverwaltungsgerichtes                  | CDU                    |
| Ralf Körner              | Richter                     | 2007–2014           | Vorsitzender Richter am Landgericht Berlin                    | CDU                    |
| Heike Krieger            | Richterin                   | 2007–2014           | Professorin an der Freien Universität Berlin                  | CDU                    |
| Johann Müller-Gazurek    | Richter                     | 2007–2014           | Richter am Landessozialgericht Berlin-Brandenburg             | Grüne                  |
| Hans-Peter Rueß          | Richter                     | 2007–2014           | Vizepräsident des Verwaltungsgerichts Berlin                  | SPD                    |
| Natascha Wesel           | Richterin                   | 2007–2014           | Rechtsanwältin                                                | Linke                  |
| Meinhard Starostik       | Richter                     | 2012–2018           | Rechtsanwalt (während der Amtszeit verstorben)                | Piraten                |
| Sabine Schudoma          | Richterin                   | 2012–2019           | Präsidentin des Landessozialgerichtes Berlin-Brandenburg      | SPD/CDU                |
| Anke Müller-Jacobsen     | Richterin                   | 2012–2019           | Rechtsanwältin                                                | SPD                    |
| Ahmet Alagün             | Richter                     | 2014–2024           | Richter am Amtsgericht Mitte                                  | Grüne                  |
| Margarete von Galen      | Richterin                   | 2014–2023           | Rechtsanwältin                                                | SPD                    |
| Sönke Hilbrans           | Richter                     | 2014–2024           | Rechtsanwalt                                                  | Linke                  |
| Jürgen Kipp              | Richter                     | 2014–2024           | Präsident des Oberverwaltungsgerichts Berlin-Brandenburg      | SPD                    |
| Robert Seegmüller        | Vizepräsident               | 2014–2024           | Richter am Bundesverwaltungsgericht                           | CDU                    |
| Sabrina Schönrock        | Richterin                   | 2014–2024           | Hochschullehrerin, Hochschule für Wirtschaft und Recht Berlin | CDU                    |
| Christian Burholt        | Richter                     | seit 2019           | Rechtsanwalt                                                  | CDU                    |
| Ludgera Selting          | Präsidentin                 | seit 2019           | Vizepräsidentin des Landgerichts Berlin                       | SPD                    |
| Ulrike Lembke            | Richterin                   | seit 2020           | Hochschullehrerin, Humboldt-Universität zu Berlin             | Linke                  |
| Björn Retzlaff           | Vizepräsident               | seit 2024           | Vorsitzender Richter am Kammergericht                         | CDU, SPD, Grüne, Linke |
| Lucy Chebout             | Richterin                   | seit 2024           | Rechtsanwältin                                                | CDU, SPD, Grüne, Linke |
| Juliane Pätzold          | Richterin                   | seit 2024           | Vorsitzende Richterin am Verwaltungsgericht Berlin            | CDU, SPD, Grüne, Linke |
| Florian Rödl             | Richter                     | seit 2024           | Hochschullehrer, Freie Universität Berlin                     | CDU, SPD, Grüne, Linke |
| Florian Schärdel         | Richter                     | seit 2024           | Richter am Amtsgericht Schöneberg                             | CDU, SPD, Grüne, Linke |
| Rosanna Sieveking        | Richterin                   | seit 2024           | Richterin am Bundesverwaltungsgericht                         | CDU, SPD, Grüne, Linke |